# Ponte dell'Impero
Il Ponte dell'Impero (detto anche Ponte dell'Aurelia) è un ponte della città di Pisa, che attraversa il fiume Arno.

## Caratteristiche
Il Ponte dell'Impero è lungo 121 metri, ha un'altezza massima di 15 metri, ha tre campate con una luce massima di 51,50 metri ed è largo 12 metri.  La struttura è in cemento armato, le pile sono rivestite di pietra.
Il ponte ha un aspetto essenziale e fa parte della strada statale 1 Aurelia e consente il collegamento a nord con Viareggio e a sud con Livorno.

## Realizzazione
Il ponte venne realizzato negli anni '50 su progetto dell'ing. Giulio Krall, capo dell'ufficio tecnico della società Ferrobeton Spa - fondata dal marchese Carlo Feltrinelli, padre di Giangiacomo Feltrinelli e di cui era Amministratore Delegato il patrizio pisano Agostino Agostini Venerosi della Seta (1894-1960) - da parte del Ministero dei lavori pubblici.